# Editorial Alpina
L'Editorial Alpina és una editorial catalana amb seu a Granollers especialitzada en cartografia i guies de muntanya, majoritàriament obres de format de butxaca, d'una utilitat directa i de divulgació. Principalment edita mapes, guies i manuals, i és considerada «la bíblia dels excursionistes catalans».
Tot i estar especialitzada en mapes i guies de muntanya, Alpina té dos segells de narrativa: un d'infantil, «Flor de Neu», que aglutina la col·lecció de contes d'Araceli Segarra i d'autors locals, i un de novel·la, la «Col·lecció Marcòlic», en què han publicat Lambert Botey i Marina Martori, entre d'altres.
L'editorial es mou en el món de les noves tecnologies amb la comercialització de productes digitals de darrera generació, la realització completament digital dels seus mapes i l'ús d'instruments com el GPS en la captura d'informació territorial, així com el treball artesanal i manual de recerca minuciosa que implica la revisió de camp. És, per tant, una síntesi entre el món tecnològic i l'humà, entre tradició i innovació. La col·laboració amb persones locals roman indispensable per recuperar i conservar un patrimoni toponímic que amb els anys hauria quedat oblidat.
| «                                                  | La iniciativa de fer una editorial excursionista és nova per a Catalunya i plenament encertada no només per l'exit popular assolit, que demostra que l'editorial responia i respon a una necessitat real de l'excursionisme, sinó també per la qualitat de la feina feta, malgrat la precarietat inicial de medis i els entrebancs oficials. […] Les publicacions de l'editorial han contribuít al coneixement del país i a la pervivencia de la tradició excursionista catalana. | » |
| — Maria Carme Montaner & Anna Maria Casassas, 1991 | |   |

## Història
El 6 de febrer de 1946, un grup d'entusiastes de la muntanya, encapçalats pel geògraf Salvador Llobet (1908-1991), el geòleg Noel Llopis i l'enginyer Josep Maria Puchades, van decidir fer mapes per anar d'excursió. L'equip pluridisciplinari es va completar amb el dibuixant d'arts gràfiques Xavier Coll i el llibreter Joan Quera que s'encarregà de la distribució de 1946 a 1950. La primera obra publicada, el 1946, va ser el Manual de alpinismo, traducció al castellà d'una obra francesa, a càrrec de Noel Llopis.
L'Editorial Alpina va publicar en castellà, per raons de censura, amb l'excepció d'un mapa d'Andorra el 1963. Des de l'inici va respectar tant com va poder els topònims en català i va corregir els mapes oficials, tot i els problemes de permisos evidents sota la dictadura franquista. «Els topònims, ja de bon primer moment, es van intentar catalanitzar i ampliar. Aquest és potser un dels aspectes més destacables: la voluntat de recollir i donar a conèixer tot un patrimoni que, sobretot al començament, era gairebé prohibit». Un fet que ha permès tenir els mapes d'Alpina com a referència en qualsevol estudi toponímic a Catalunya.
Alpina va esdevenir un referent per a generacions d'excursionistes i un model a seguir quant a concepte i idea de producte. L'editorial va ser capaç de trobar l'equilibri entre el mapa científic i el mapa com a eina d'orientació, fàcil d'utilitzar. Els seus mapes, acompanyats per la inseparable guia, inicialment de color taronja, es feren molt populars durant els anys en què anar a la muntanya encara era tota una aventura i quan encara es cantaven cançons al voltant d'un foc de camp. Avui, malgrat els canvis socials i de costums, i que l'accés a la muntanya és molt més senzill, els mapes renovats i actualitzats, en format de paper o bé en format digital, segueixen oferint el seu servei a un ventall d'usuaris cada cop més gran.
Quan Salvador Llobet va morir el març de 1991, l'empresa familiar va passar uns moments difícils pel conflicte entre les dues famílies propietàries, els Coll i els Llobet, que tenien sengles 50% de l'empresa. No es va trobar cap acord i el 23 d'abril de 1992 l'empresa es va dissoldre després de 46 anys d'història. El 16 de juliol de 1992, Montserrat Llobet va crear una nova editorial, la societat limitada Geògraf Salvador Llobet Edicions Cartogràfiques (GSLL), junt amb els seus germans i un deixeble de llur pare, el geògraf i catedràtic Antonio Gómez Ortiz. GSLL podia continuar utilitzant la marca Editorial Alpina, que era propietat seva. Entre 1995 i 1999 hi va haver una col·laboració efímera amb l'Institut Cartogràfic de Catalunya (ICC). El 2001 va signar un conveni de col·laboració amb l'empresa Geo/Estel, una aliança entre la Gran Enciclopèdia Catalana i l'ICC. Aquesta col·laboració va permetre introduir les tecnologies de la informació i la comunicació en la redacció dels mapes i els desenvolupament de productes numèrics amb integració del GPS. El 2005, l'empresa va recuperar el nom inicial.